# Таранцов, Михаил Александрович
Михаи́л Алекса́ндрович Таранцо́в (род. 13 июля 1962, Волгоград) — государственный деятель, депутат Государственной думы второго созыва.

## Биография
Родился 13 июля 1962 года в городе Волгограде.
В 1984 году окончил машиностроительный факультет Волгоградского политехнического института по специальности «инженер-механик». В 1990 году окончил исторический факультет Волгоградского государственного университета.
В 1984 году начал работу в качестве инженера-технолога инструментального участка ремонтно-механического завода ВПО «Союзнефтемашремонт», работал мастером, начальником инструментальной службы завода.
С 1993 по 1994 годы работал в Волгоградском педагогическом университете в качестве ассистента и старшего преподавателя кафедры истории России.
С 2000 по 2009 года был уполномоченным по правам человека в Волгоградской области.
В 2019 году вскоре после поражения на выборах в областную думу был уволен из педагогического университета, где занимал должность профессора.
Доктор исторических наук.

## Политическая деятельность
В декабре 1994 года избран депутатом Волгоградской областной Думы (первый созыв).
В 1995 году принял участие в выборах в Государственную думу по Красноармейскому одномандатному округу. Выиграл выборы и стал депутатом государственной думы второго созыва (декабрь 1995 года — январь 2000 года).
В 2009 году ушёл с должности уполномоченного для участия в выборах в областную думу пятого созыва. Выиграл выборы по Краснооктябрьскому одномандатному округу и стал депутатом. Полномочия истекли в 2019 году в связи с избранием нового состава. Баллотировался на выборах 2019 года, но не смог избраться в новый состав.
В 2021 году был выдвинут КПРФ (и поддержан «Умным голосованием» Алексея Навального) кандидатом на выборах в Государственную думу VIII созыва по 210-му Чертановскому одномандатному избирательному округу, где ему противостоял представитель «Единой России» Роман Романенко, поддержанный «списком Собянина». В ходе очного голосования незначительно (на 653 голоса) уступил ему, но проиграл после применения дистанционного электронного голосования. Принял участие в митинге КПРФ на Пушкинской площади ночью 20 сентября. 2 октября был задержан полицией в аэропорту Домодедово в связи с участием в митинге.